# Jimmy Wales
Jimmy "Jimbo" Donal Wales (født 7. august 1966 i Huntsville, Alabama, USA) er medgrundlægger af Wikipedia og forhenværende formand for Wikimedia-fonden. Fra 1999 til 2001 stod han i spidsen for encyklopædiprojektet Nupedia. Wales er medejer af internetselskabet Bomis. Derudover har Jimmy Wales stiftet Wikia, Inc., der bl.a. står bag Wikia.
Som Wikipedia's bagmand har Jimmy Wales givet mange foredrag, og han medvirkede Danmark i juni 2005 i forbindelse med Rebootkonferencen. I december 2007 vidnede han for USA's senat. Der sagde han, at han mente at “Wikipedia er en utrolig bærer af traditionelle amerikanske værdier af generøsitet, hårdt arbejde og ytringsfrihed”. 

## Privatliv
Jimmy Wales har været gift to gange, og har et barn. I en alder af 20 år, blev Wales gift med Pam, en butiksassistent i Alabama. Han mødte sin anden kone, Christine Rohan, igennem en ven i Chicago mens hun arbejdede som erhvervsdrivende for Mitsubishi. Parret blev gift i Monroe Country, Florida i marts 1997, og fik en datter sammen, før de blev separeret. I 1998 flyttede Wales til San Diego, og i 2002 flyttede han til Saint Petersburg i Florida, hvor han stadig er bosat.
Wales havde i 2008 et kort forhold til den canadiske skribent Rachel Marsden. Forholdet begyndte da Marsden kontaktede Wales, for at skrive om Wikipedias biografi. 
I februar 2011, blev det rapporteret af den britiske avis The Guardian, at Wales er forlovet med Kate Garvey, Tony Blairs tidligere sekretær. 